# URAN (漫画家)
URAN（ウラン）は、日本の漫画家。福岡県出身、東京都在住。女性。主に成人向け漫画を描いている。女性歌手のUR@N、ロリ系エロ漫画家の雨蘭とは別人。
2010年現在、『コミックペンギンクラブ山賊版』（辰巳出版）や、『コミックメガストアH』（コアマガジン）などで執筆中。2006年にデビューし、2008年には自身初の単行本「誘惑はあかね色」が富士美出版から発売された。

## 作品リスト
- 誘惑はあかね色（2008年8月25日発売）
- ちちぺでぃあ（2010年7月31日発売）
- いちごま～ぶる（2010年10月25日発売）
- アネキネコ（2011年6月25日発売）
- とろとろくりぃ～むぱい（2012年7月31日発売）
- 姉弟中毒～SistarHolic～（2013年2月25日発売）